# Droits de l'homme en Arabie saoudite
Le non-respect des droits de l'homme et de l'État de droit a valu de nombreuses critiques à l’Arabie saoudite,. Entre 1996 et 2000, l'Arabie saoudite a signé quatre conventions des droits de l'homme de l'ONU et en 2004, le gouvernement a approuvé la création de la Société nationale pour les droits de l'homme pour superviser leur application. À ce jour, ses activités ont été limitées et des doutes ont été émis quant à son indépendance et sa neutralité. L'Arabie saoudite était l'un des huit pays à ne pas avoir signé la Déclaration universelle des droits de l'homme lors de son adoption en 1948 et le pays reste aujourd'hui le seul à s'opposer à ce texte. En réponse aux critiques continues sur ses atteintes aux droits de l'homme, le gouvernement saoudien rappelle la nature islamique du pays et avance que cela justifie un ordre social et politique différent.
Comme la charia, telle qu'appliquée par les tribunaux islamiques, n'est pas codifiée et que les juges ne sont pas contraints par la jurisprudence, la portée et la signification des lois est incertaine,,. Une étude de l'institut Albert Shanker et l'organisation Freedom House a conclu que « les pratiques de l'Arabie saoudite divergent du concept de l'État de droit. » Elle poursuit en avançant que les juges rendent des jugements sans respecter la sécurité juridique des accusés et que « seuls les plus courageux des avocats… s'opposent aux décisions des cadis ; les demandes d'appel au roi sont généralement basées sur la clémence et non sur la justice ou l'innocence. » Elle indique également que les membres de la famille royale saoudienne ne sont pas obligés d'apparaître devant des tribunaux saoudiens.

## Droits des femmes

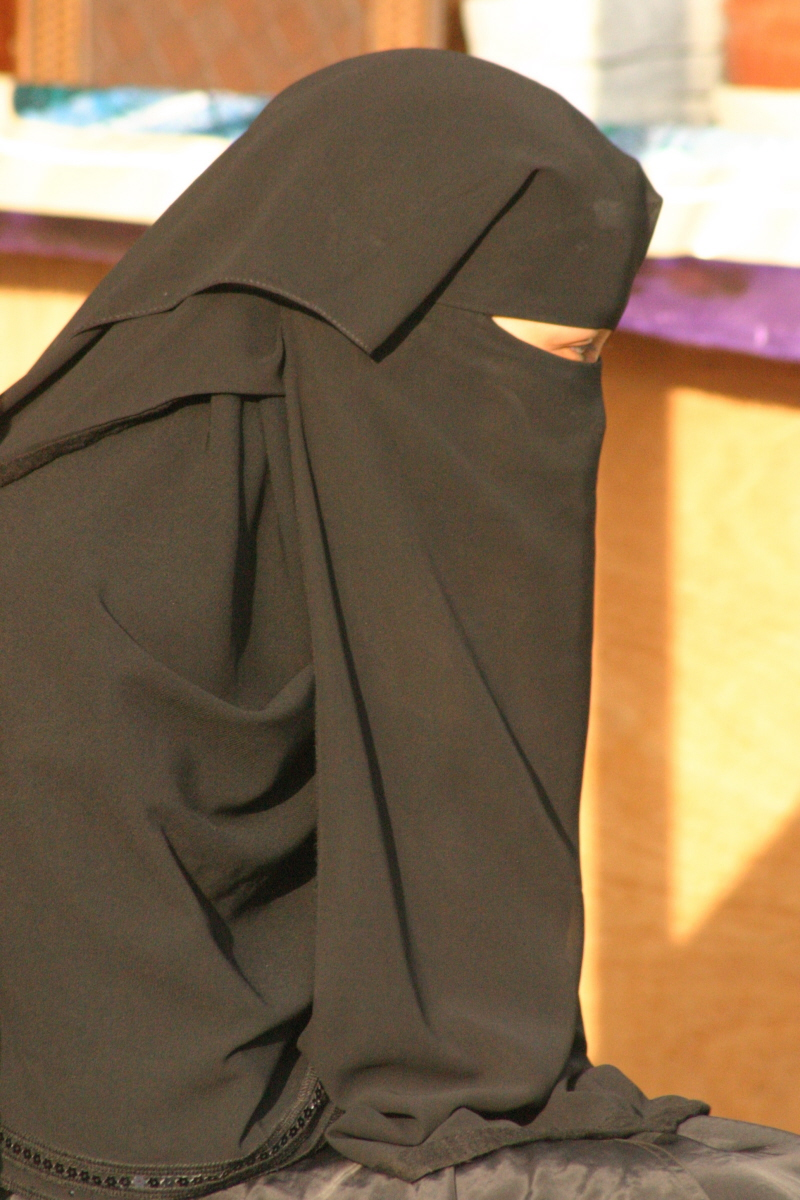
Une femme saoudienne portant le niqab traditionnel

Le département d'État américain considère que les « discriminations contre les femmes sont un problème significatif » en Arabie saoudite et que ces dernières ont peu de droits politiques ou sociaux. Après sa visite en 2008, le rapporteur spécial des Nations unies sur la violence contre les femmes rapporta le manque d'autonomie des femmes et l'absence de législations pour les protéger contre les violences. Le rapport mondial sur l'inégalité entre les sexes publié par le Forum économique mondial en 2012 place l'Arabie saoudite à la 131e place sur 135 devant la Syrie, le Tchad, le Pakistan et le Yémen.
Chaque femme adulte doit avoir un « gardien » de sexe masculin qui est généralement son père, son époux ou son frère. Human Rights Watch a ainsi décrit la position de la femme saoudienne comme identique à celle d'un mineur. Le gardien a le droit de prendre des décisions importantes à la place de la femme parmi lesquelles lui donner l'autorisation de voyager, d'étudier à l'université ou de travailler si le travail n'est pas « jugé approprié pour une femme ». Même lorsque l'autorisation du gardien n'est pas imposée par la loi, elle est parfois demandée par les fonctionnaires. Les femmes sont également discriminées devant les tribunaux qui considèrent que leurs témoignages ne valent que la moitié de ceux d'un homme et sont désavantagées dans les affaires de divorce ou d'héritage.
Les normes culturelles imposent des restrictions aux femmes lorsqu'elles sortent en public et la muttawa, nom de la police religieuse du pays, veille à leur application. La mixité est ainsi interdite dans les restaurants et les transports en commun et certains lieux publics comme les parcs ou les plages ne sont accessibles qu'à des heures différentes selon le sexe. Les femmes doivent porter une abaya (longue robe noire couvrant tout le corps) et cacher leurs cheveux. Elles risquent également de se faire arrêter si elles se trouvent dans un véhicule conduit par un homme n'étant pas un employé ou un parent masculin proche. Même si aucun texte n'interdit aux femmes de conduire, il faut un permis de conduire et ce dernier ne leur est pas accordé avant juin 2018. Le 25 septembre 2011, le roi Abdallah a annoncé que les femmes pourront voter lors des élections municipales de 2015 ; cette déclaration fait suite aux mouvements populaires ayant eu lieu dans le cadre du Printemps arabe. Un programme de réformes économiques et sociales, le plan « Vision 2030 », est lancé en 2016 par le gouvernement. L'un de ses objectifs est de développer le rôle des femmes dans l'économie. La nomination par exemple de Sarah Al-Souhaimi à la présidence de la Bourse saoudienne par un conseil d'administration où siège notamment les ministères des Finances et du Commerce, a semblé, pour certains médias, s'inscrire dans la logique de ce programme, même si elle est rendue possible et se justifie aussi par le parcours de cette financière.
Le 23 septembre 2017 alors qu'elles étaient jusque-là empêchées de fréquenter les stades en raison de la règle de séparation entre les sexes dans les espaces publics, des centaines de Saoudiennes ont pu prendre place dans un stade de Riyad pour assister aux concerts et aux feux d'artifice de la fête nationale,.
Le 26 septembre 2017 le roi Salman d’Arabie saoudite signe un décret autorisant les femmes à conduire. La mesure entre en vigueur en juin 2018,. Le décret concerne la conduite de voitures, puis il est annoncé en décembre 2017 que l'autorisation est étendue aux motos et aux camions, dans l'objectif, entre autres, de diminuer le taux de chômage des femmes. Les premiers permis sont délivrés le 4 juin 2018, avant la date d'autorisation de conduire du 24 juin 2018. Dans le même temps des militantes féministes, dont Loujain al-Hathloul qui avait lutté pour le permis de conduire et l'universitaire Aziza Al-Youssef, sont emprisonnées et pour certaines, torturées.
En février 2018, le gouvernement autorise les femmes saoudiennes à créer leurs propres entreprises dans le royaume sans solliciter le consentement d’un tuteur masculin. À partir de 2019, elles pourront voyager à l'étranger sans l'accord d'un tuteur.
En 2019, une jeune fille de 13 ans, Nodi a été envoyée au Royaume d'Arabie saoudite avec un passeport indiquant à tort 27 ans. Une autre adolescente, Umme Kulsum, y a également été envoyée en tant que domestique ;  elle est morte à l'hôpital après avoir été torturée par son employeur. Le 31 octobre 2020, son cercueil a été envoyé au Bangladesh, et reçu par ses proches en pleurs à l'aéroport international Hazrat Shahjalal.
Loujain Al-Hathloul, militante des droits des femmes, a été arrêtée le 15 mai 2018 avec une dizaine d'autres militants pour avoir eu des contacts avec des médias étrangers. En août 2020, elle a entamé une grève de la faim car elle n'était pas en contact avec sa famille depuis plus de six semaines. Le 26 octobre 2020, Loujain Al-Hathloul entame une deuxième grève de la faim afin d'avoir plus de contacts avec sa famille. En août, elle reprend sa grève de la faim, après avoir été sans contact avec sa famille pendant au moins six semaines. La pandémie de Covid-19 a été utilisée comme argument pour lui refuser tout contact de mars à août,. Le 25 novembre 2020, Loujain Al-Hathloul est transféré devant un tribunal spécial pour terrorisme et crimes de sécurité nationale,. 
Le 28 décembre 2020, Hathloul est condamné à cinq ans et huit mois de prison,. Le même jour, la France et l'Allemagne exigent la libération rapide de Loujain.

## Liberté d'expression
Aucun parti politique n'est autorisé en Arabie saoudite et il n'y a aucune élection au niveau national. Selon l'indice de démocratie du journal The Economist, l'Arabie saoudite est le septième régime le plus autoritaire des 167 pays évalués. Aucun texte de loi ne protège la liberté d'expression et les Saoudiens n'ont pas le droit de critiquer le gouvernement, l'islam ou la famille royale. La presse saoudienne est contrôlée et les articles sur les dissidents sont interdits. La censure saoudienne est considérée comme l'une des plus répressives au monde, et le pays bloque une grande part d'internet. Après les protestations de 2011, le gouvernement a interdit toutes les manifestations publiques.
Raif Badawi, auteur du blog Free Saudi Liberals visant à ouvrir le dialogue social, est arrêté en 2012 et condamné en 2013 à plus de 1 000 coups de bâton pour avoir critiqué les autorités religieuses saoudiennes, il devient une cause célèbre internationale sur le sujet des droits de l'homme et est récipiendaire en 2015 du prix Sakharov,.
Husain ben Abdullah ben Yusuf Alsadeq, un militant saoudien, a été condamné à neuf ans de prison en 2018, condamnation portée à 13 ans après un appel en 2021. Il a été illégalement arrêté pour de fausses allégations d'insulte du gouvernement saoudien et du roi lors d'une conversation avec le maire de Tarout concernant la bousculade survenue en 2015 au pèlerinage annuel du Hajj en Arabie saoudite. Il a été détenu illégalement le 1er octobre 2015 en violation de l'alliance et des paragraphes 9 et 14 de la Déclaration universelle des droits de l'homme. En outre, l'association ADHRB (Americans for Democracy & Human Rights in Bahrain) a aussi appelé à sa libération immédiate et à une action appropriée à mener contre les coupables pour violation de ses droits.
Le 21 septembre 2020, Amnesty International était prête à lancer une campagne pour la libération des défenseurs saoudiens des droits humains, avant le sommet des dirigeants du G20, qui serait présidé par Riyad les 21 et 22 novembre. Car malgré les réformes économiques et sociales lancées par le prince héritier Mohamed Ben Salmane, deux ans après l'assassinat du journaliste Jamal Khashoggi, les ONG ont dénoncé la répression accrue des détracteurs du régime.
Une étudiante saoudienne de l'Université de Leeds, Salma al-Shehab, est condamnée à une peine de 34 ans de prison pour avoir eu un compte Twitter et pour avoir suivi et retweeté des messages de militants et des dissidents, dont l'un appelant la libération de Loujain Al-Hathloul. Elle est initialement condamnée à trois ans de prison pour le « crime » d'utiliser un site Web en ligne afin de « provoquer des troubles publics et déstabiliser la sécurité civile et nationale ». Le 15 août 2022, une cour d'appel prononce la peine révisée - 34 ans de prison, suivie d'une interdiction de voyage de 34 ans - après qu'un procureur a demandé au tribunal d'examiner d'autres crimes présumés. Cependant, de nombreuses organisations et défenseurs des droits de l'homme ont appelé à la libération immédiate et inconditionnelle de Salma,.
Une tunisienne, Mahdia Marzouki, a été arrêtée et emprisonnée en 2020 en Arabie saoudite pour avoir partagé un tweet lié au Hezbollah. En 2022, elle a été condamnée à deux ans et demi de prison pour «atteinte à l'État et glorification d'un groupe terroriste». En septembre 2022, à la suite d'un nouveau procès, sa peine est passée à 15 ans. En outre, un citoyen américain d'origine saoudienne, Saad Ibrahim Almadi, avait été condamné à 16 ans de prison en Arabie saoudite en septembre 2022 pour des tweets modérés contre le pouvoir du Royaume.
En août 2020, deux groupes de défense des droits de l'homme, ALQST basé à Londres et MENA Rights Group, basé à Genève, annoncent vouloir porter plainte conjointement auprès de l'Organisation des Nations unies à propos de la détention arbitraire de Salmane ben Abdul Aziz (37 ans) en Arabie saoudite. Arrêté en janvier 2018 avec son père sans que l'on sache pourquoi, le prince Salmane est détenu pendant environ un an dans la prison d'Al Hayer, un établissement de haute-sécurité, et retenu ensuite dans une villa à Riyad. Transféré dans un autre lieu de détention, il est ramené à la villa de Riyad, à la suite de pressions américaines. Selon Ines Osman, directrice du MENA Rights Group, le prince Salmane et son père sont détenus depuis deux ans et demi sans base légale, puisqu'ils n'ont pas été inculpés. Le 28 novembre 2020, membre du Parlement européen, Marc Tarabella déclare dans une lettre à l'ambassadeur saoudien auprès de l'Union européenne que le prince Salmane ben Abdulaziz et son père avaient été expulsés de la villa et emmenés dans un lieu secret.
En août 2022, un tribunal saoudien condamne une étudiante à 34 ans de prison pour avoir « fourni de l'aide », via ses tweets, à des opposants politiques qui cherchent à « troubler l'ordre public ». Salma Al-Chehab, âgée de 34 ans, publiait régulièrement des messages en faveur des droits des femmes dans le royaume. Le 19 août 2022, les Nations unies ont appelé à la sortie immédiate et inconditionnelle de Salma. Le 21 août 2022, la ministre des Affaires étrangères Liz Truss a été appelée à intervenir dans le cas « scandaleux » de Salma. De plus, partout dans le monde, les défenseurs des droits de l'homme ont appelé à libérer Salma. Elle a été arrêtée en janvier 2021 lorsqu'elle était en vacances en Arabie saoudite et initialement condamnée à six ans de prison. Le 29 août 2022, FIDH ainsi que 34 organisations de défense des droits de l'homme ont appelé la communauté internationale à inscrire les autorités saoudiennes à la libérer immédiatement et inconditionnellement,.
En 2022, une femme saoudienne Nourah al-Qahtani est condamnée à 45 ans de prison pour « utilisation d’Internet dans le but de diviser la société », et « atteinte à l’ordre public ». Elle est détenue depuis juillet 2021,.
En juin 2025, le journaliste Turki al-Jasser est exécuté à l'issue de sept années de détention.

## Droits des étrangers

### Travailleurs migrants
Selon le rapport annuel d'Amnesty International de 2016, les autorités saoudiennes ont arrêté et expulsé des centaines de milliers de migrants en situation irrégulière, tandis que des dizaines de milliers ont été licenciés sans avoir été payés pendant des mois et se sont retrouvés bloqués sans nourriture, sans eau ou visa de sortie.
Le 20 avril, il a été signalé que les travailleurs migrants en Arabie saoudite ont été confrontés à des conditions difficiles pendant la pandémie de COVID-19. Où le pays était verrouillé pour empêcher la propagation du virus, ces travailleurs migrants se sont retrouvés impuissants sans emploi. En raison du manque d’argent, un certain nombre de ces travailleurs, en particulier du Bangladesh, vivaient sans nourriture et sans soutien des autorités saoudiennes.
Le 4 août 2020, des travailleurs migrants en Arabie saoudite ont souligné dans une interview que les centres de détention du pays étaient surpeuplés. Ils vivaient dans des conditions insalubres et manquaient d'installations de santé adéquates, tandis que certains ont également été victimes de violences physiques. De nombreux travailleurs étrangers détenus dormaient sur des lits en métal sans matelas et buvaient de l'eau dans les toilettes. Pendant la pandémie de COVID-19 en 2020, la situation s'est aggravée, laissant les prisonniers à un risque élevé d'infection dans des établissements surpeuplés.
Le 13 août 2020, Human Rights Watch (HRW) affirme que des milliers de migrants éthiopiens au Yémen avaient été expulsés de force vers l'Arabie saoudite par les Houthis, en avril de la même année. Plusieurs dizaines de migrants sont tués au poste frontière d'al-Ghar (province de Sa'dah) au cours d'un accrochage entre Houtis et gardes-frontières saoudiens. AP précise que « de nombreux migrants interrogés par Human Rights Watch lors de l'incident d'avril ont déclaré avoir vu des cadavres, mais le nombre exact de victimes n'a pas pu être déterminé ». Les migrants interrogés par HRW font aussi état, à la suite de ces déplacements, de mauvais traitements de la part des forces saoudiennes et de détention dans des conditions insalubres en Arabie saoudite. Et l'organisation ajoute que « des centaines d'autres [migrants], dont des enfants, sont peut-être encore bloqués dans la région frontalière montagneuse » Enfin, HRW a exhorté les autorités houthi et saoudiennes à enquêter sur les meurtres et les abus subis par les migrants éthiopiens.
Le 30 août 2020, un article de The Daily Telegraph révèle que l'Arabie saoudite détenait des milliers de migrants africains dans un centre de détention dans des conditions horribles, dans le cadre d'une campagne visant à arrêter la propagation du Covid-19. Des vidéos ayant fuité montrent des hommes torse nu, allongés en rangs serrés dans de petites pièces avec les fenêtres tenues fermées. L'un d'entre eux relève qu'ils ont été « traités comme des animaux et battus tous les jours. » Un autre souligne qu'ils ont eu « à peine de quoi se nourrir et juste assez d'eau pour survivre ».
Le 3 septembre 2020, un autre article du The Daily Telegraph révèle que le gouvernement éthiopien avait tenté de faire taire des centaines de ses propres citoyens retenus dans des « centres de détention infernaux » en Arabie saoudite et qu'il avait « dissimulé des allégations d'abus horribles ». Le journal relève que les conditions du centre de détention d'Arabie saoudite sont inadéquates et que les gens « meurent de coup de chaleur, de maladie ou se suicident ». Or, dans un document portant le sceau officiel du Consulat éthiopien à Djedda, les autorités éthiopiennes ont menacé leurs ressortissants de « poursuites juridiques » s'ils continuaient à publier sur les réseaux sociaux des informations et vidéos sur les centres de détention, arguant que de telles informations sont « cause de détresse pour les familles et la communauté éthiopienne dans son ensemble ».
Le 16 décembre 2022, Amnesty International a dénoncé que 30 000 migrants éthiopiens détenus en Arabie saoudite dans des conditions inhumaines. Amnesty a appelé les autorités saoudiennes à enquêter correctement sur les cas de torture et la mort de migrants éthiopiens en détention.

## Procès criminels et châtiments
Les organisations occidentales comme Amnesty International et Human Rights Watch ont condamné le système pénal saoudien et ses châtiments sévères. Selon certaines sources, la plupart des Saoudiens soutiendraient le système en avançant qu'il permet de maintenir un niveau de criminalité faible.
Dans son rapport de 2008 sur le système pénal saoudien, Human Rights Watch note que le code de procédure pénale introduit en 2002 ne présente pas toutes les mesures de protection basiques mais, comme rappelé plus haut, il est généralement ignoré par les juges. Les personnes arrêtées ne sont souvent pas informés de crime dont ils sont accusés, n'ont pas l'accès à un avocat et sont soumis à des traitements abusifs et à la torture s'ils n'avouent pas. Lors du procès, il y a une présomption de culpabilité et l'accusé n'a souvent pas le droit de faire face à ses accusateurs ou d'examiner les preuves. La plupart des procès ont lieu à huis clos sans présence d'une audience ou de la presse. Le royaume saoudien applique la peine capitale pour un large éventail d’infractions, dont l’adultère, le vol à main armée, l’apostasie, le trafic de drogue, les enlèvements, le viol et la sorcellerie où trois modes d'exécution sont possibles : la fusillade, la pendaison et la décapitation. En outre, les châtiments corporels prononcés par les tribunaux saoudiens comme la décapitation, la lapidation, l'amputation et la flagellation et le nombre d'exécution ont également été critiqués,.
- En 2014, on estime que 90 personnes ont été exécutées en Arabie saoudite[76],[77].
- En 2015, le nombre dépasserait 150 personnes exécutées dont la majorité par décapitation[76],[77]. Alors que l'ambassadeur de l'Arabie saoudite à l'Office des Nations-Unies, Faisal bin Hassan Trad (ar), est nommé le 22 septembre 2015 à la tête du panel du Conseil des droits de l'Homme, de nombreuses associations des droits de l'Homme ont manifesté leur désaccord avec cette nomination en raison de l'exécution de plus de 80 personnes depuis le début de l'année 2015 en Arabie saoudite[78]. Cette vague de protestations s'est amplifiée avec l'annonce de l'exécution d'Ali Mohammed al-Nimr[79],[80],[81],[82].
- En 2015, le nombre dépasserait 150 personnes exécutées dont la majorité par décapitation[76],[77]
- Le 2 janvier 2016, 47 personnes, dont Nimr Baqr al-Nimr, sont exécutées dans la même journée[76],[77],[83]
- Le 2 octobre 2017, Amnesty International recense la 100e exécution de l'année 2017, avec, depuis juillet 2017, une moyenne de cinq mises à mort par semaine[84].

En mai 2018, Human Rights Watch accuse l'Arabie saoudite de détenir des milliers de personnes sans procès, certaines depuis des années.

## Poursuite à l'extérieur du pays
L'Arabie Saoudite est régulièrement accusée par de nombreuses organisations de défense des droits de l'homme d'espionner, d'enlever et torturer des dissidents, ce qu'elle nie. 
En août 2020, Al-Jabri, dans la plainte de 106 pages déposée devant un tribunal de Washington contre le prince héritier Mohammed ben Salmane, avance que le prince avait envoyé une escouade saoudienne pour l'assassiner deux semaines seulement après le meurtre du dissident Jamal Khashoggi. Cependant, il aurait été sauvé, après que les gardes-frontières ont repéré l'escouade de mercenaires à l'aéroport international Pearson de Toronto. Quelques jours plus tard, le tribunal américain répond à la plainte et émet une assignation à comparaître contre le dirigeant arabe. Le 26 août 2020, l'Arabie saoudite arrête le gendre de Saad Aljabri, Salem Almuzaini. Dans une déclaration qu'elle a tweetée, la famille de Jabri affirme que « son arrestation et sa disparition sont les derniers actes de représailles et d'intimidation du prince héritier d'Arabie Saoudite [Mohammed ben Salman]  (...) contre le Dr Jabri pour avoir déposé une plainte en vertu du Torture Victim Prevention Act (loi sur la prévention de la torture) devant un tribunal fédéral américain. ». 
Le 9 août 2022, Ahmad Abouammo, un ancien employé de Twitter, est reconnu coupable d'espionner des dissidents saoudiens sur les plateformes de médias sociaux et de partager leurs informations personnelles avec l'Arabie saoudite, en échange de centaines de milliers de dollars et d'une montre de luxe. Il a été condamné à une peine de 10 à 20 ans,,,.

## Liberté de religion
En 2010, le département d'État américain a déclaré qu'en Arabie saoudite, « la liberté de religion n'est ni reconnue ni protégée par la loi et est dans la pratique sévèrement limitée » et que « les politiques gouvernementales continuent d'imposer de grandes restrictions sur la liberté de religion. »
Aucune religion autre que l'islam n'a le droit d'être pratiquée même si près d'un million de chrétiens, presque exclusivement des travailleurs étrangers, résident dans le pays. Il n'existe aucune église et les autres lieux de culte non musulman sont interdits. Même les services religieux privés ne sont pas autorisés et il est fréquent que la police religieuse saoudienne fouille les maisons des chrétiens. Les travailleurs étrangers doivent respecter le ramadan et n'ont pas le droit de célébrer Noël ou Pâques. La conversion d'un musulman à une autre religion (apostasie) est passible de la peine de mort même si aucune exécution pour cette raison n'a été rapportée ces dernières années. Le prosélytisme mené par des non-musulmans est illégal et le dernier prêtre chrétien a été expulsé d'Arabie saoudite en 1985.
Lorsqu'un tribunal accorde un dédommagement à une victime, cette dernière reçoit la totalité de cette somme si elle est musulmane, la moitié si elle est chrétienne ou juive et un sixième si elle appartient à une autre religion.
Selon Human Rights Watch, la minorité chiite est systématiquement discriminée par le gouvernement saoudien sur les questions d'éducation, de justice et en particulier les affaires religieuses. Des restrictions sont ainsi imposées sur les festivités publiques lors des événements religieux chiites comme Ashoura et sur les prières collectives publiques.

## Droits LGBT
L'Arabie saoudite est l'un des quelques pays où les actes homosexuels ne sont pas seulement illégaux mais également passibles de la peine de mort. Même s'il n'y a pas eu d'exécutions pour homosexualité depuis 2002 lorsque trois hommes d'Abha ont été décapités, plusieurs centaines de personnes ont été arrêtés pour « s'être comportés comme des femmes ». Les peines les plus fréquentes sont la lapidation et l'emprisonnement.
Le 8 avril 2020, un Yéménite de 29 ans, Mohamed al Bokari, a été arbitrairement arrêté à son domicile de Riyad et détenu au secret dans la prison de Malaz pour avoir publié une vidéo en faveur de la liberté des personnes LGBTQIA+. Il a été accusé de « perversion » et d'« imitation de femmes ».